# کنراد تاتمن
کنراد تاتمن (انگلیسی: Conrad Totman؛ زادهٔ ۵ ژانویهٔ ۱۹۳۴)  است. مورخ محیط زیست، ژاپن‌شناس و مترجم اهل ایالات متحده آمریکا است.  تاتمن پروفسور ممتاز در دانشگاه ییل بود.